# Oraesia excavata
Oraesia excavata är en fjärilsart som beskrevs av Butler 1878. Oraesia excavata ingår i släktet Oraesia och familjen nattflyn. Inga underarter finns listade i Catalogue of Life.

## Bildgalleri

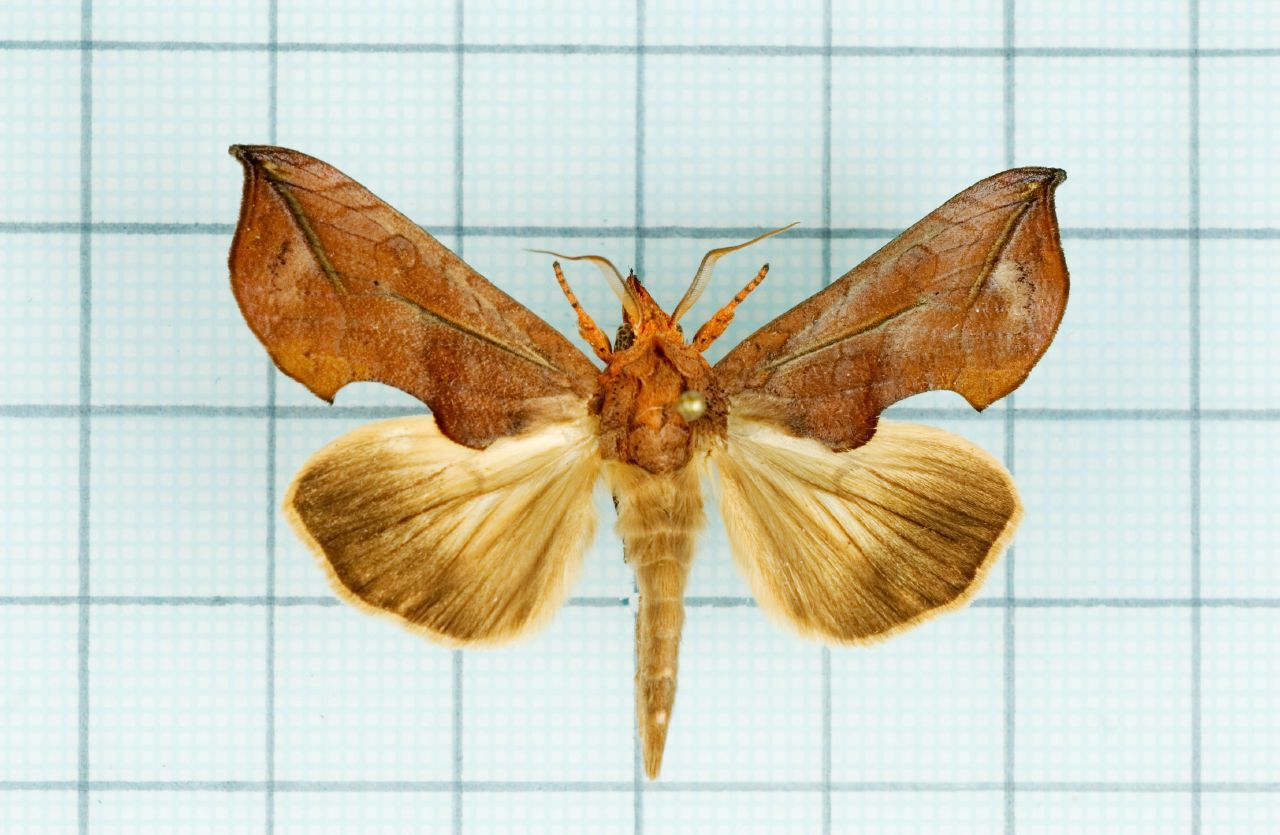